# Irio Ottavio Fantini
Pour les articles homonymes, voir Fantini.
Irio Ottavio Fantini (né le 28 mai 1943 à Rome et mort le 22 mai 2009 à Rome) est un illustrateur italien connu pour son travail à Radio Vatican qui lui a permis d'exercer plusieurs arts sur des sujets catholiques. En philatélie, il est un dessinateur de timbres-poste prolifique ayant débuté avec la Poste vaticane.

## Biographie
Diplômé du Centre expérimental du cinéma (Centro Sperimentale di Cinematografia) de Rome, il débute comme enseignant avant de devenir costumier et scénographe au cinéma et au théâtre. Enfin, il passe à l'illustration publicitaire et à la réalisation d'affiches de cinéma.
En 1975, commence sa collaboration avec Radio Vatican pour la création d'un logotype. En sont issues de nombreuses peintures officielles vaticanes, dont des portraits des papes Jean-Paul II et Benoît XVI. 
Au début des années 1980, la Poste vaticane commence à faire appel à lui pour la réalisation de timbres-poste. Par la suite, des administrations postales font appel à lui pour des sujets religieux, dont au total 86 timbres sur Jean-Paul II. Pour la série vaticane sur les 27 papes des années 1300 à 2000, il reçoit le prix Cavallino d'Oro.
L'artiste s'exprime également dans l'art de la gravure de médailles et la sculpture.

## Œuvres
Timbres de Monaco
- « Année sainte », 13 décembre 1999. Premier timbre dessiné par Fantini pour Monaco.
- « Les quatre Évangélistes », timbre gravé par Claude Jumelet, 9 mai 2000.
- « 1501 - Le David de Michel-Ange », gravé par Pierre Albuisson, 1er août 2001.
- « Albert Einstein 1879-1955 », 1er mars 2005.
- « Pierre Corneille 1606-1684 », 17 juin 2006.
- « Dino Buzzati (1906-1972) », 17 juillet 2006.
- « Daniel Bovet (1907-1992) : prix Nobel de médecine en 1957 », dans la série Croix-Rouge monégasque, gravé par Yves Beaujard, 1er décembre 2006.
- « Giuseppe Garibaldi 1807-1882 », gravé par Pierre Albuisson, 16 mars 2007.
- « Carlo Goldoni 1707-1793 », 16 mars 2007.

Timbres de Saint-Marin
- « Noël 2002 », bloc de douze timbres sur la maternité, 31 octobre 2002[4].
- « Giuseppe Garibaldi, 200e anniversaire de la naissance », série de trois timbres, 20 avril 2007.

Timbres du Vatican
- « Italia '98, exposition mondiale de philatélie », portrait et message de Jean-Paul II sur la philatélie, 23 octobre 1998[5].
- « Le pape et l'année sainte 1300-2000 », bloc de deux timbres représentant Jean-Paul II à l'occasion du jubilé de l'an 2000, 4 février 2000[6].

Monnaie des Îles Cook
- « La vie du Jean Paul II », 10 dollars, 2005.